# Teatro Ópera
El Teatro Ópera (oficialmente llamado Ópera Orbis Seguros por motivos de publicidad comercial) está situado en Avenida Corrientes 860 de la ciudad de Buenos Aires, Argentina, a 200 metros del Obelisco de esa ciudad. Allí actuaron Ava Gardner, Édith Piaf, Mina Mazzini, el Folies Bergère, el Lido de París, Fairuz, R5 (banda) entre otros artistas internacionales así como artistas locales como Mercedes Sosa, Los Abuelos de la Nada que grabaron su disco en directo, o la Compañía de Folklore Ariel Ramírez, con Jaime Torres y Las Voces Blancas, en el estreno de la película precursora del género falso documental, Crónica para un futuro, en el año 1967.

## Historia
El origen del teatro se remonta a 1870, cuando el empresario Antonio Pestalardo vislumbró que Corrientes, que en esos años aún era una calle angosta y alejada del centro de Buenos Aires, se animaría con la instalación de teatros. Su proyecto tuvo muchos inconvenientes, ya que al año siguiente estalló la epidemia de fiebre amarilla, y para colmo fue cerrado el puerto de la ciudad, trabando la entrada de materiales que necesitaba la construcción. Finalmente, Pestalardo logró su objetivo y así nació el “Teatro de la Ópera”, dedicado en principio al género lírico e inaugurado el 25 de mayo de 1872 con la ópera Il Trovatore. Fue el primero de la ciudad que contó con iluminación a gas, una excepción para la época.
En 1889 el edificio tuvo una remodelación total, financiada por su nuevo propietario Don Roberto Cano; y Rufino Varela instaló en el nuevo edificio una usina eléctrica que le permitió autoabastecerse, todo un privilegio en la Buenos Aires de ese fin de siglo. Ya en 1936, el ensanche de la calle Corrientes anunciaba que la calle angosta pasaría a ser una importante avenida, y aunque las demoliciones se realizaban sobre la vereda norte de la calle y no era necesario afectar al edificio del teatro, su propietario Clemente Lococo aprovechó la oportunidad para construir el tercer y definitivo Teatro Ópera.

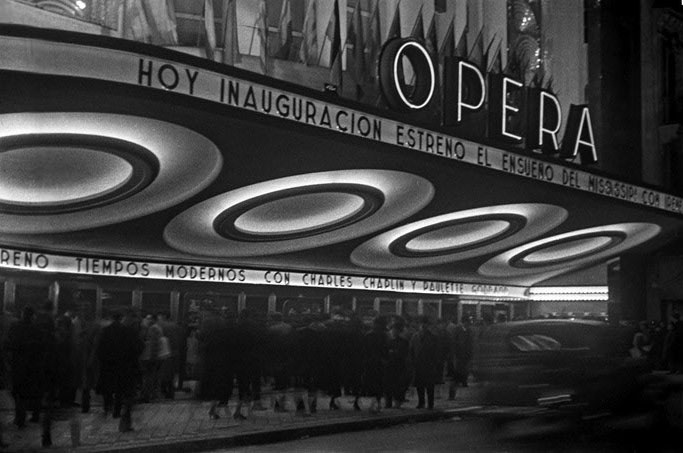
El Opera en 1936, con Tiempos Modernos en cartelera. (Foto: Horacio Coppola)

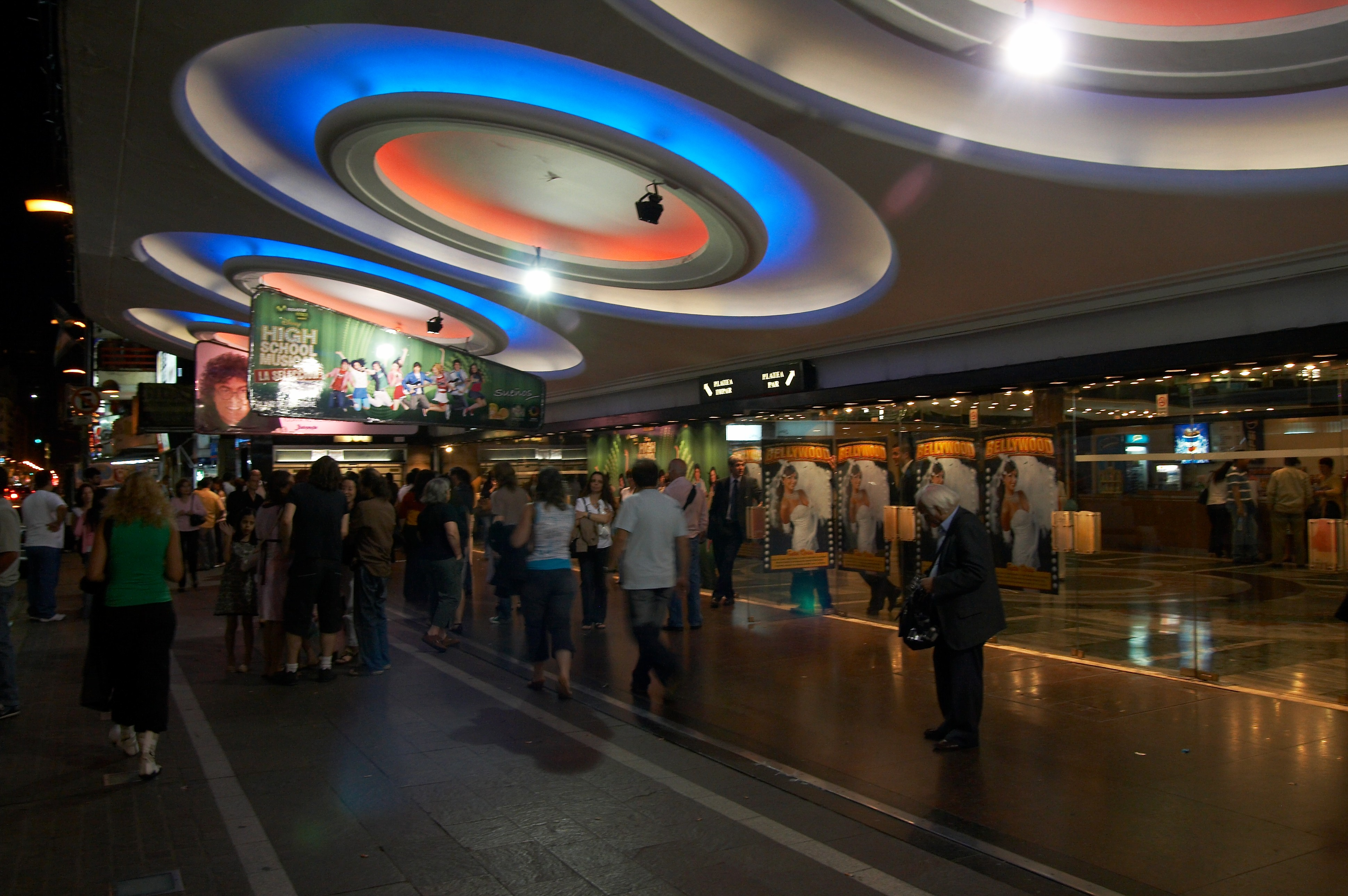
La marquesina, de estilo art decó, por la noche.

En 1997 el teatro fue adquirido por la empresa privada de eventos Time For Fun (T4F).

### Restauración y cambio de nombre
En 2010 el Banco Citi le compró por 3 años los derechos del Teatro Ópera a T4F, y llevó adelante trabajos de restauración de fachada, interiores y una nueva iluminación. A cambio, impuso el nombre Teatro Citi al edificio, hecho que despertó el rechazo no solo de gran cantidad de vecinos, sino de columnistas de diarios locales y fundaciones civiles.
El cambio de nombre fue considerado una operación ilegal, puesto que el edificio está protegido por las leyes 1227, 2548 y 3056 de Patrimonio Cultural, además de ser su construcción anterior a 1941, lo que exige una consulta vinculante con el Consejo Asesor de Asuntos Patrimoniales. Ello no ocurrió, con lo que la misma restauración entraba en el terreno de la ilegalidad. La operación generó una inmediata respuesta en Facebook exigiendo la restitución del nombre (más de 3500 adherentes en los 6 primeros días).
El Citi debió abrir un foro de opinión en su sitio Facebook, recibiendo diariamente decenas de mensajes cuestionando el cambio de nombre. Al ver frustrada su operación de marketing en su propio terreno, el banco respondió:

Abordar el desafío de poner en valor el edificio suponía una inversión importante que sólo se justificaba enmarcándola en una figura de esponsoreo integral del teatro. Y la que mejor se ajustaba a los valores requeridos era la de “naming sponsor”. Una vez tomada esa decisión, nos quedaba una disyuntiva para nada sencilla: conservar el nombre original (con una alternativa compuesta, como Opera Citi, por ejemplo), o no utilizarlo. Evaluamos las distintas opciones y, si bien nos seducía la del nombre compuesto, implicaba que dos empresas distintas (Citi y T4F, dueños de la denominación “Teatro Ópera”) compartieran esa nueva marca, cosa que nuestra política global de marca no aceptó.

Posteriormente las famosas actrices argentinas Susana Giménez y Mirtha Legrand se sumaron a las críticas en sus programas de televisión en la primera semana del mes de mayo. Enrique Pinti y Antonio Gasalla se sumaron a las protestas. Los propietarios cambiaron entonces el nombre por "Ópera Citi".
Mientras tanto, en mayo de 2010, la Legislatura porteña votó un pedido de informes sobre el cambio de nombre, a partir de un proyecto presentado por el diputado porteño Sergio Abrevaya, quien ya había presentado un proyecto para que el teatro fuera catalogado con el grado Estructural.  Finalmente La Legislatura porteña aprobó en segunda lectura y definitiva el 26 de mayo de 2012 una ley que cataloga con nivel de protección estructural al teatro, lo declara monumento y preserva su nombre histórico: Teatro Ópera. La norma, entre otros espacios, alcanza a la fachada, al hall y a la sala principal del teatro ("Petit Opera").
Desde abril de 2014 la marca auspiciante dejó de ser el Citibank y pasó a ser el grupo Allianz, y así su nueva denominación pasó a ser Teatro Ópera Allianz.
En julio de 2017, T4F la productora de entretenimientos, dueña del Teatro Ópera firmó un acuerdo comercial y publicitario con la firma Orbis Seguros, con el cual lanzó la marca "Ópera Orbis Seguros" que es el nombre en la actualidad.

## Arquitectura

### Edificios anteriores

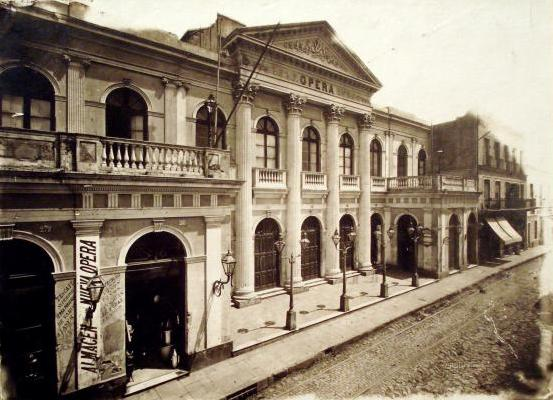
Primer edificio del teatro (1872).

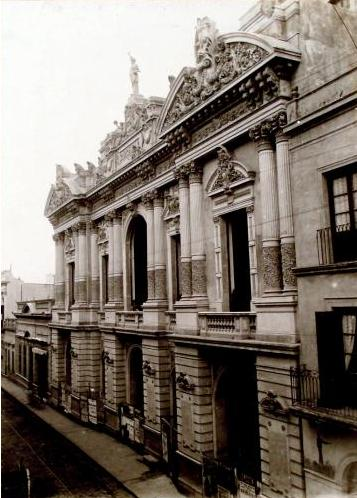
Segundo edificio del Ópera (1889).

El primer Teatro de la Ópera (1872) administrado por Pestalardo, fue proyectado por el arquitecto Emile Landois. Tenía una fachada italianizante que se retiraba con respecto a la línea municipal, generando un pequeño atrio sin marquesina, adornado por faroles de hierro y con cinco portones de madera que conducían al foyer.
Era un frente sencillo, que se destacaba apenas por las cuatro columnas corintias que sostenían un frontis rematando el edificio. Según varias versiones, el Teatro Ópera de Pestalardo fue construido utilizando los planos que Landois había realizado en 1855 como un proyecto para el Teatro Colón que finalmente no fue concretado.
Cuando Roberto Cano se hizo cargo del Ópera, encargó la remodelación total al prestigioso arquitecto belga Jules Dormal (autor del Parque 3 de Febrero y colaborador en el actual Teatro Colón), quien realizó una nueva fachada que desechó el atrio del edificio original, llegando hasta la línea municipal. Se trató de un frente mucho más recargado que el anterior y de estilo Beaux Arts, con molduras muy elaboradas y abundantes texturas trabajadas en columnas y superficies. El remate del edificio incluía una estatua que jerarquizaba la entrada principal.
En el foyer del teatro diseñado por Dormal, continuaba la opulencia con la recargada decoración que se lucía tanto en el elaborado artesonado del cielorraso, como en las molduras y papeles tapices de los muros y los cerámicos de los pisos. Intrincadas arañas de hierro iluminaban todo el vestíbulo, que poseía numerosas sillas de madera individuales con pana roja, en juego con los cortinados en todas las aberturas. La sala era un característico teatro a la italiana, con cinco bandejas de palcos, una inmensa araña de luz y una cúpula adornada con un mural alegórico.

### Edificio actual
En 1935 el arquitecto belga Alberto Bourdon concibió el actual Teatro Ópera, de característica fachada «Art Déco» (inspirada en el Cine Rex de París), con capacidad para 2500 personas, escenario apto para diversos espectáculos y una pantalla de cine de grandes dimensiones.
En definitiva, el Teatro Ópera es uno de los más importantes a nivel edilicio en Buenos Aires, y una de las mejores piezas de arquitectura «Art déco» en la ciudad a pesar de su carácter tardío, ya que hacia el momento de su construcción, ese estilo ya había dejado de ser vanguardia. Su fachada es imponente, luciendo un volumen central de líneas curvas con columnas y numerosas ventanas alargadas, que remata en una torre telescópica totalmente reconocible que da identidad al edificio. En sus extremos, el frente está revestido en granito negro, y con simetría axial luce dos franjas revestidas en trozos de vidrio dibujando patrones semicirculares concéntricos muy característicos de la decoración «Art déco». La marquesina es otro elemento de gran importancia en esta fachada, ya que de noche tres grandes lámparas de garganta circulares iluminan la vereda, cambiando constantemente de color.
Una vez dentro del teatro, el foyer es otro espacio impactante, ya que no se ahorró en materiales a la hora del diseño. Dos escaleras imperiales se recuestan sobre las medianeras del edificio, conduciendo a los dos entrepisos que corresponden al pulman y súper pulman originales del teatro, luciendo barandas de sección circular de hierro cromado (material muy utilizado por la arquitectura «Art déco») y copones de bronce en sus extremos, mientras todos los muros están revestidos en granito negro y los pisos lucen dibujos realizados en distintos tipos de mármol de colores. Las losas de los entrepisos dibujan con su contorno una sucesión de semicírculos que hacen juego con la gran lámpara de garganta que ilumina el vestíbulo.
La sala original del Teatro Ópera fue totalmente revolucionaria para su época. Se alejó totalmente del típico teatro a la italiana que era el antiguo edificio, para transformarse en un cine-teatro moderno con platea y pulman en una bandeja superior. Pero lo más notable del recinto era su decoración: para empezar, el techo de la sala simulaba un cielo nocturno estrellado que se iluminaba antes de las funciones; y como detalle totalmente inusual, los muros laterales del escenario estaban decorados con una escenografía que simulaba una ciudad de estilo «Art déco», con balcones, escaleras, cúpulas y ventanas, haciendo alusión a la intensa vida nocturna de la Buenos Aires de los años 1930 y especialmente en la Avenida Corrientes, conocida en esos años como «la calle que nunca duerme».
El arquitecto Carlos Méndez Mosquera, seguidor del movimiento moderno, hizo duras críticas a su estética, aunque reconocía la calidad de su construcción:

El planteo arquitectónico es formalmente disparatado. Cumple por supuesto las necesidades funcionales de un cine, pero su espacio interior está cubierto de una serie de decoraciones escenográficas inadecuadas, que culminan en un increíble cielo raso con estrellas y nebulosas (!). El hall de entrada y sus respectivos entrepisos "se integran" con el planteo de la sala, de lo que resulta un extraño muestrario de formas decorativas y materiales. La fachada exterior refleja el mismo espíritu y da como resultado una obra que, según los postulados de la arquitectura contemporánea, o incluso los de una arquitectura académica, es de mediocre calidad. Pero los materiales con que está construido el edificio (el enchapado de las puertas, las carpinterías), son de un nivel óptimo que desorienta al observador. Analícese un baño de este cine, su revestimiento, sus instalaciones, sus detalles más íntimos y se reconocerá que sería digno de figurar como ejemplo de arquitectura contemporánea (¡hasta en el Deutsche Werkbund!).

### Remodelación
En 1997 el teatro se remodeló para albergar producciones de grandes musicales de Broadway y el West End. La obra elegida para su reapertura fue La Bella y la Bestia, y luego, le siguieron Los Miserables, Chicago, El Fantasma de la Ópera (2009), el reestreno de La Bella y la Bestia (2010) La Novicia Rebelde (2011), Mamma Mia! (2012) y Los Locos Addams (2013).
A partir de esta remodelación se perdió para siempre una de las maravillas del interior de su sala: el cielorraso que simulaba un cielo estrellado (alusión a las estrellas de la pantalla) y parte de la ornamentación de los laterales de la sala, una arquitectura callejera que daba esa misma sensación de libertad nocturna que tiene la avenida en la que se encuentra. En el Petit Ópera de su subsuelo se daban preestrenos cinematográficos y se realizaban reuniones culturales.

## Cómo llegar
- Subte de Buenos Aires
  -  Carlos Pellegrini
  -  Diagonal Norte
  -  9 de Julio
- Colectivos

8 9 10 17 23 24 26 29 39 45 50 59 60 67 70 91 99 100 109 111 115 129 140 146 180